# Шепард, Алан
А́лан Ба́ртлет (Эл) Ше́пард-младший (англ. Alan Bartlett «Al» Shepard, Jr.; 18 ноября 1923, Дерри, штат Нью-Гэмпшир, США — 21 июля 1998, округ Монтерей, шт. Калифорния, США) — американский астронавт, контр-адмирал американских ВМС. Первый американец, совершивший суборбитальный космический полёт. Второй человек в космосе по версии ФАИ. Второй космический полёт Шепард выполнил в качестве командира космического корабля «Аполлон-14», один из 12 человек, побывавших на Луне.

## Образование
В 1941 году Алан окончил морскую школу Академия адмирала Фаррагута. В 1944 году он получил диплом бакалавра естественных наук в Военно-морской академии США в Аннаполисе.

## Карьера лётчика-испытателя ВМС
В 1944 году Шепард стал офицером ВМС. Его первым назначением стал эсминец «Когсвелл» (англ. Cogswell) направленный в годы Второй мировой войны в Тихий океан. По окончании войны Шепард начал готовиться на военно-морского лётчика, сначала в городке Корпус-Кристи, а затем в Пенсаколе. Звание лётчика ему было присвоено в 1947 году. В этом качестве Шепард проходил службу в составе 42-й истребительной эскадрильи в Норфолке и Джэксонвилле. Несколько раз на борту авианосцев он выдвигался в район Средиземного моря.
В 1950 году Шепард поступил в Школу морских лётчиков-испытателей Патаксент. После её окончания участвовал в лётных испытаниях и работах по получению данных об освещённости и структуре воздушных масс над территорией Северной Америки, а также в экспериментах по разработке системы заправки в воздухе для американского ВМС. Шепард участвовал в испытаниях палубного истребителя F2H-3 «Бэнши» и первой американской угловой палубы для стартов с авианосца. После своего назначения оперативным офицером в подразделение ночных истребителей 193-го истребительного эскадрона в Моффет Филд (англ. Moffett Field; штат Калифорния), Алан Шепард совершил два выхода в западную часть Тихого океана на борту авианосца Орискани.
Повторно вернувшись в Пэтаксент, Шепард активно участвовал в лётных испытаниях палубных истребителей F3H «Демон», F8U «Крусейдер», F4D «Скайрэй», F11F «Тайгер», был назначен пилотом-испытателем создаваемого всепогодного палубного истребителя F5D «Skylancer». Пять месяцев Шепард служил инструктором школы лётчиков-испытателей. Позднее, — поступил в военно-морской колледж в Ньюпорте (штат Род-Айленд), по окончании которого в 1957 году был назначен в штат командующего Атлантического флота в качестве офицера подготовки самолётов.
Имел налёт более 8000 часов, из них 3700 — на реактивных самолётах.

## Карьера астронавта
Шепард был одним из семи астронавтов, отобранных НАСА в апреле 1959 года для полётов на кораблях «Меркурий». Высочайший профессионализм и другие качества не только позволили ему стать первым американским астронавтом, но и единственным из астронавтов программы «Меркурий», который отправился на Луну.
5 мая 1961 года ракета-носитель «Редстоун-3» вывела космический корабль-капсулу «Меркурий-Редстоун-3» («Фридом-7») на баллистическую траекторию суборбитального полёта. Капсула достигла высоты приблизительно в 186,5 км и совершила посадку в водах Атлантического ракетного полигона США в 486 км от точки старта. Полёт длился 15 минут 28 секунд. В NASA не предусмотрели в космическом корабле возможности удовлетворения астронавтом естественных человеческих потребностей.
Хотя полёт был суборбитальным и весьма кратким, Шепард, в отличие от Гагарина, имел возможность управлять кораблём. Полёт Юрия Гагарина был полностью автоматическим: у первого космонавта планеты Земля не было необходимости переходить на ручное управление, поскольку автоматика работала исправно. Однако Гагарин мог включить ручное управление при необходимости. Такой подход в корабле «Восток-1» был связан с отсутствием представлений о том, как длительное пребывание в невесомости повлияет на психику космонавта.
В ходе своего полёта Алан Шепард совершил в невесомости успешное маневрирование. В историю вошли его слова, сказанные перед стартом «Редстоуна»: — «Боже, пожалуйста, не дай мне облажаться» (англ. Please, dear God, don't let me fuck up). По другим источникам (его автобиография), он сказал сам себе лишь «Don’t fuck up, Shepard…» («Не облажайся, Шепард»), а «молитву Шепарда» потом придумали СМИ. Тем не менее она стала популярной у лётчиков.
В 1962 Шепард был удостоен звания магистра искусств в Дартмутском колледже.
Шепард готовился в качестве дублёра Гордона Купера для полёта «Меркурий-Атлас-9». Следующим полётом Шепарда должен был стать трёхсуточный полёт «Меркурий-Атлас-10» («Фридом-7-II»), назначенный на октябрь 1963, однако 13 июня 1963 года он был отменён.
После отмены полёта «Меркурий-Атлас-10» Шепард был выбран командиром и пилотом для первого старта нового космического корабля «Джемини». Вторым пилотом должен был стать Томас Стаффорд. Алан приступил к тренировкам, но в начале 1964 года врачи обнаружили у него болезнь Меньера (болезнь уха, нарушающая работу вестибулярного аппарата), что привело к его отстранению от полётов практически до конца 60-х годов. Место планировавшегося экипажа «Джемини-3» заняли Вирджил Гриссом и Джон Янг.
После успешной операции на ушной полости и восстановления лётного статуса Шепард вернулся к активной подготовке к новым полётам.
В возрасте 47 лет, будучи к тому времени старейшим астронавтом НАСА, Алан Шепард выполнил свой второй космический полёт в качестве командира «Аполлона-14», который стал третьей успешной американской экспедицией на Луну (31 января — 9 февраля 1971 года).

## Поздние годы
В 1971 году Алан Шепард был делегатом Генеральной Ассамблеи ООН. В 1971 он получил степень доктора естественных наук в Университете Майами (англ. Miami University) (Оксфорд, Огайо), а в 1972 — степень доктора гуманитарных наук от Франклин Пирс колледжа (англ. Franklin Pierce College).
В 1994 году совместно с двумя журналистами он издал книгу Moon Shot: The Inside Story of America’s Race to the Moon («Полёт на Луну: Внутренняя история американской лунной гонки»). В издании книги 1994 года помещён коллаж из нескольких фотоснимков, на которых Шепард бьёт на Луне по мячу для гольфа (в действительности этот эпизод снимался только на телекамеру, и качество этой съёмки значительно хуже). В том же году по книге был создан одноимённый документальный фильм.
Скончался 21 июля 1998 года на 75-м году жизни от лейкемии в госпитале города Монтерей. Через пять недель скончалась его жена Луиза Шепард. Оба были кремированы, и их пепел был развеян над морем. У них было трое дочерей (Лаура, Джулианна и Алиса) и шестеро внуков. Алиса была племянницей его жены Луизы, и они удочерили девочку после смерти её матери.

## Награды
Был награждён золотыми медалями НАСА «За выдающиеся заслуги» и «За исключительные достижения», Космической медалью почёта Конгресса, медалью де Лаво и медалью имени Лэнгли.
В его честь названы новое крыло планетария в городе Конкорд, а также суборбитальный корабль New Shepard, создаваемый американской компанией Blue Origin.
Включён в Зал славы астронавтов.

## В массовой культуре
Про Алана Шепарда было снято множество фильмов. Помимо этого, космонавт подарил свою фамилию капитану Шепард(у) — протагонисту серии игр Mass Effect. Разработчики игры так назвали персонажа, чтобы он был знаком для американских игроков.